# جبريل بورغز
جبريل بورغز (بالبرتغالية: Gabriel Borges) هو ملاح برازيلي، ولد في 24 فبراير 1992 في بتروبوليس في البرازيل.

## وصلات خارجية
- جبريل بورغز على موقع الاتحاد الدولي للملاحة الشراعية (موقع جديد) (الإنجليزية)
- جبريل بورغز على موقع الاتحاد الدولي للملاحة الشراعية (موقع قديم) (الإنجليزية)
- جبريل بورغز على موقع اللجنة الأولمبية الدولية (الإنجليزية)
- جبريل بورغز على موقع أوليمبيديا (الإنجليزية)